# Hiệu ứng Hall lượng tử
Hiệu ứng Hall lượng tử (tiếng Anh: quantum Hall effect) được phát hiện vào năm 1980 bởi Klaus von Klitzing và cộng sự. Hai năm sau, hiệu ứng Hall lượng tử phân số cũng được phát hiện bởi một nhóm nhà thực nghiệm lãnh đạo bởi D. Tsui. Hiệu ứng mới này khiến hiệu ứng Hall lượng tử ban đầu còn được gọi là hiệu ứng Hall lượng tử nguyên.